# 李露
李露（1992年2月18日—），中国女子皮划艇运动员，2011年亚洲皮划艇激流锦标赛女子单人皮艇激流回旋银牌得主、2016年亚洲皮划艇激流锦标赛女子单人皮艇激流回旋金牌得主、2022年亚洲运动会女子单人皮艇激流回旋银牌得主。